# 2S40 Floks
2S40 Floks (russisch 2С40 «Флокс», deutsch: Flammenblume) ist eine in Russland entwickelte und hergestellte leicht gepanzerte Mörser-Selbstfahrlafette auf der Basis eines Lastkraftwagens. Sie wurde im Zentralen Forschungsinstituts „Burewestnik“ in Nischni Nowgorod entwickelt, die Produktion erfolgt beim Rüstungsbauer Uraltransmasch. Sie soll den luftverlastbaren Panzermörser 2S9 sowie die 120-mm-Kanonenmörser 2B16 Nona-K und 2B23 Nona-M1 ersetzen.

## Entwicklung
Die Entwicklung des selbstfahrenden 120-mm-Mörsersystems Floks auf Radfahrgestell erfolgte durch das Zentrale Forschungsinstitut Burewestnik in den 2010er-Jahren. Ähnlich wie bei der schwereren 152-mm-Selbstfahrlafette 2S43 Malwa bietet die Entscheidung für ein Radfahrgestell gegenüber Ketten Vorteile in Bezug auf Lebensdauer und Geschwindigkeit bei gleichzeitiger Reduzierung der Produktions- und Wartungskosten. Erstmals wurde es auf der russischen Rüstungsmesse Army-2016 der Öffentlichkeit vorgestellt. Anfang Oktober 2023 begann der Staatskonzern Rostec mit der Übergabe der ersten Charge an die Streitkräfte Russlands und der Einsatz in der Ukraine soll umgehend erfolgt sein. Die 2S40 ist laut dem Burewestnik-Generaldirektor zudem die erste Mörser-Selbstfahrlafette mit diesem Kaliber auf der Basis eines Lastkraftwagens. Die 2S40 wird auch auf dem Exportmarkt beworben, so wie auf der Rüstungsmesse Army-2016, Bestellungen sind allerdings nicht bekannt.

## Technik

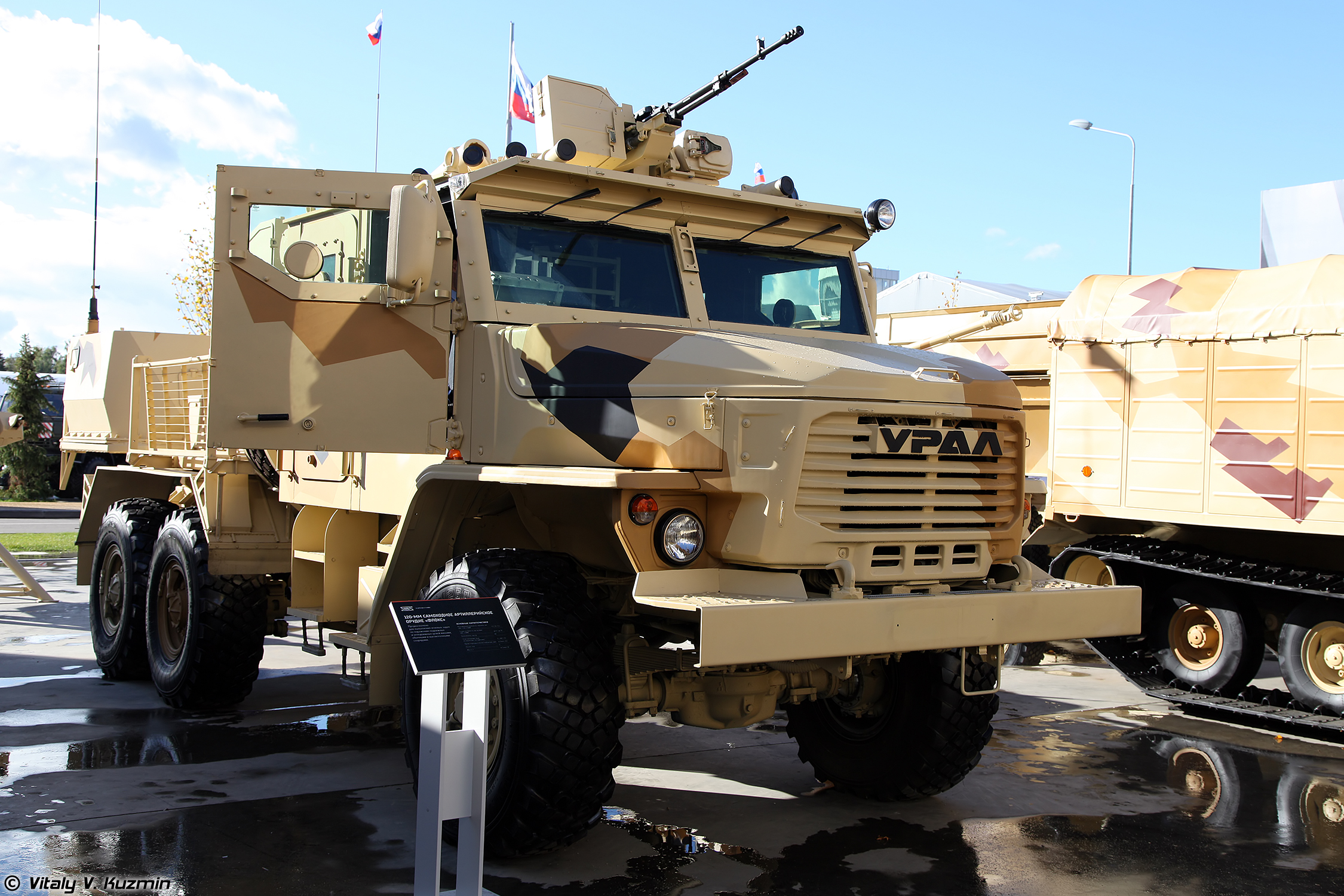
2S40 Floks während der Rüstungsmesse Army-2016

2S40 Floks wurde auf der Grundlage des 6×6-LKW-Fahrgestells der Ural-4320-Familie entwickelt, verwendet wird die Version Ural-4320 Motowos-M (russisch Урал-4320 Мотовоз-М). Die Kabine gewährleistet einen gewissen Schutz gegen Handfeuerwaffen und Artilleriesplitter und bietet insgesamt fünf Personen Platz. Zuhinterst auf der Pritsche ist eine abgeänderte Ausführung des 120-mm-2A80-Mörsers montiert. Dieser kann sowohl in der oberen Winkelgruppe für den Artilleriekampf (Indirektes Feuer) wie auch in der unteren Winkelgruppe im Direktschuss verwendet werden. Dies ist ein Hinterlader-Mörser mit einem Geschützrohr (Lauf) mit Zügen. Hinter dem halbautomatischen Keilverschluss ist eine Ladeschale mit einer Ladehilfe verbaut. Der Seitenrichtbereich des Mörsers beträgt in Fahrrichtung ±13° und der Höhenrichtbereich liegt bei −2 bis +80°. Seine Feuerleitanlage soll eine genaue Zielerfassung gewährleistet und kann Feueraufträge von übergeordneten Artillerieführungssystemen ausführen. Das Fahrzeug kann insgesamt 80 Schuss Munition mitführen, von denen 28 als Bereitschaftsmunition zur Verfügung stehen.
Der 2S40 verwendet dieselben Mörsergranaten wie die 2S9 Nona-S, 2S31 Wena und 2S34 Chosta. Mit der Standard-Sprenggranate wird eine Schussdistanz rund 9 km erreicht. Mit Sprenggranaten mit Raketenantrieb beträgt die maximale Schussdistanz rund 13 km. Mit der 2S40 ist kurzzeitig eine Schussfolge von 10 Schuss pro Minute möglich. Danach muss die Schussfolge, infolge der thermischen Beanspruchung des Geschützrohres reduziert werden.
Zusätzlich verfügt die 2S40 auf dem Führerhaus über eine fernbedienbare Waffenstation mit einem 12,7-mm-Maschinengewehr. Des Weiteren kann das Fahrzeug mit einem optoelektronischen Störsystem und einer Nebelmittelwurfanlage ausgerüstet werden.

## Einsatz
Eingesetzt wurde die 2S40 erstmals im Jahr 2023 im Russisch-Ukrainischen Krieg. Gemäß OSINT-Analysen soll ein Exemplar zerstört worden sein.

## Nutzerstaaten
- Russland: unbekannte Anzahl